# Seznam nosilcev zlate medalje za nadzor zračnega prostora
Seznam nosilcev zlate medalje za nadzor zračnega prostora.

## Seznam
(datum podelitve - ime)
- 2. julij 2002 - 1. radarska četa 16. BNZP